# Benjamin Renia
Benjamin Renia (7 de marzo de 1990) es un deportista francés que compite en piragüismo en la modalidad de eslalon.
Ganó dos medallas en el Campeonato Mundial de Piragüismo en Eslalon, en los años 2021 y 2023, y tres medallas en el Campeonato Europeo de Piragüismo en Eslalon de 2025.
En los Juegos Europeos de Cracovia 2023 consiguió una medalla de bronce en la prueba de K1 por equipos.

## Palmarés internacional
| Campeonato Mundial | Campeonato Mundial         | Campeonato Mundial | Campeonato Mundial  |
| Año                | Lugar                      | Medalla            | Competición         |
| ------------------ | -------------------------- | ------------------ | ------------------- |
| 2021               | Bratislava (Eslovaquia)    | Medalla de oro     | K1 por equipos      |
| 2023               | Londres (Reino Unido)      | Medalla de plata   | K1 por equipos      |
| Juegos Europeos    |                            |                    |                     |
| Año                | Lugar                      | Medalla            | Competición         |
| 2023               | Cracovia (Polonia)         | Medalla de bronce  | K1 por equipos      |
| Campeonato Europeo |                            |                    |                     |
| Año                | Lugar                      | Medalla            | Competición         |
| 2025               | Vaires-sur-Marne (Francia) | Medalla de plata   | K1 cross            |
| 2025               | Vaires-sur-Marne (Francia) | Medalla de plata   | K1 por equipos      |
| 2025               | Vaires-sur-Marne (Francia) | Medalla de bronce  | K1 cross individual |